# Pont-de-l'Isère
Pont-de-l'Isère è un comune francese di 2 828 abitanti situato nel dipartimento della Drôme della regione dell'Alvernia-Rodano-Alpi. Il centro abitato è attraversato a sud dal 45º Parallelo, la linea equidistante fra il Polo Nord e l'Equatore.

## Storia

### Simboli
È un'arma parlante, con riferimento al ponte e al fiume Isère. La burella e il numero ricordano che il 45º parallelo passa per il territorio del comune.

## Amministrazione

### Gemellaggi
- Ziano Piacentino

## Società

### Evoluzione demografica
Abitanti censiti